# (50413) Petrginz
(50413) Petrginz est un astéroïde de la ceinture principale.

## Description
(50413) Petrginz est un astéroïde de la ceinture principale. Il fut découvert le 27 février 2000 à l'Observatoire Kleť par Jana Tichá et Miloš Tichý. Il présente une orbite caractérisée par un demi-grand axe de 2,72 UA, une excentricité de 0,17 et une inclinaison de 10,0° par rapport à l'écliptique.

## Compléments